# نادي هورويا
نادي هورويا الرياضي هو نادي كرة قدم من العاصمة كوناكري، غينيا. فاز هورويا بكأس إفريقيا للأندية الفائزة في عام 1978. يلعب النادي مبارياته على ملعب 28 سبتمبر والذي يسع 25,000 متفرج.

## البطولات
البطولة الوطنية الغينية:
حصل عليها الفريق تسع مرات في الأعوام التالية:
1986، 1988، 1989، 1990، 1991، 1992، 1994، 2000، 2001
كأس الكؤوس الأفريقية:
1978